# 山の手
山の手（やまのて）とは、低地にある下町に対して、高台にある地域を指す言葉である。
江戸や東京においては、正しくは、必ず「の」を入れて山の手というが、他の地域では山手（やまて）ともいう。
山の手の「手」は方向を表す言葉である（上手―かみて・下手―しもてと同じ）。山側（山の方向）にあたる台地を山の手という。

## 江戸・東京における山の手

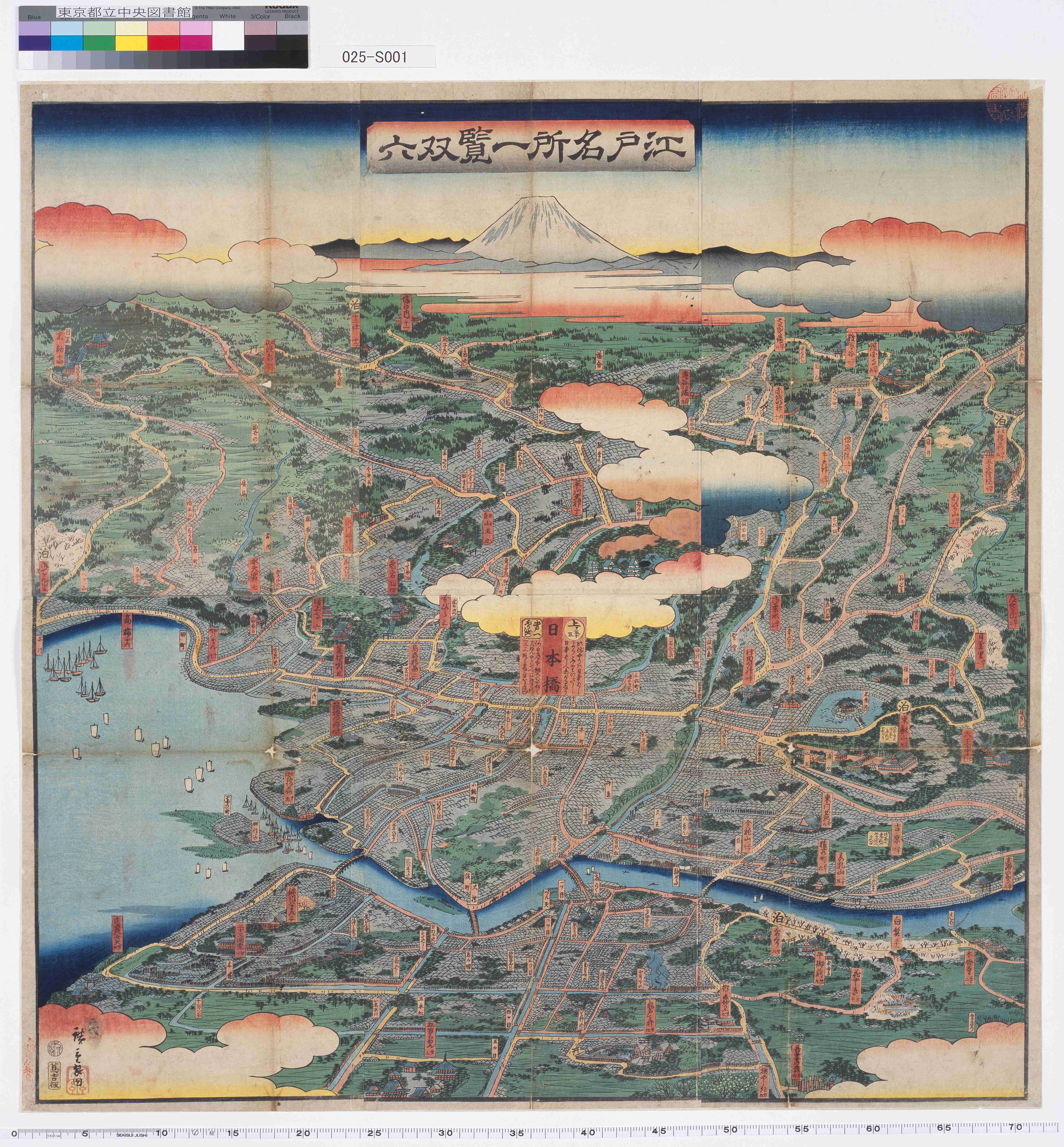
歌川広重作『江戸名所一覧双六』。江戸時代の地図は、現代のものと違い、通常は西を上に描く。この図でも、上側が江戸城の西側の場所で山の手（武蔵野台地）にあたる。図の下側は江戸城の東側であり、下町にあたる。

江戸・東京における「山の手」は、江戸・東京 の高台地帯を指す、と角川の日本地名大辞典に書かれている。
時代順に解説する。
家康入府以前
もともと江戸には海手という地名があったことが確認でき、海手と山の手が対称・対比的に使われる地名だった。
この「海手 - 山の手」という対称地名は、江戸時代になっても、かなりの年月使われていたらしい。
『御府内備考』（1810年-1829年）の甲府御屋敷蹟の項にも、「承応記云、元年八月十四日長松君へ御下屋舗、海手と山の手両所進せられしとなり」とあり、海手と山の手が明らかに対称地名として使われている。
江戸前期
1590年（天正18年）に江戸に入った徳川家康は江戸の改造に着手し、江戸時代前期に、御府内（江戸の市域 = 朱引、もしくは大江戸）において、江戸城の近辺とその西側の高台の山の手台地（武蔵野台地の東側）が幕臣の武家屋敷が並ぶ武家町として開発された。この時代、「山の手」は麹町、四谷、牛込、赤坂、小石川、本郷などをいい、そのほとんどが大名、旗本などの武家屋敷と寺院で占められた。江戸の西側の境界について言うと、徳川幕府は1616年（元和2年）に甲州街道の江戸の入口の門として四谷に四谷大木戸を設けた。この内側が江戸であり、その江戸の範囲の中の、武蔵野台地の上の地域が山の手と呼ばれていたのである。
江戸中期以降
江戸時代中期以降は、江戸の人口増加によって土地が不足し、下町の本所や深川などの城東地区（江戸城の東側）にも武家屋敷が造成されるようになり、その一方で、山の手と呼ばれた麹町、麻布、赤坂にも町人町が形成されていった。こうして、山の手は武家町や寺町で下町は町人の町、などと単純に言うことはできない状態になっていった。
明治時代以降
明治以降の東京の人々が「山の手」という言葉で指していた範囲について説明すると、明治期でもその範囲は江戸期とほぼ同じであり、本郷・小石川・牛込・四谷・赤坂・麻布の各区を指した。朱引の範囲とは差異があるものの、1889年（明治22年）に発足した東京市の旧市域（東京15区）の西半分、麹町区、芝区西部、麻布区、赤坂区、四谷区、牛込区、小石川区、本郷区（現在の東京都千代田区南西部、港区西部、新宿区東部、文京区）が山の手の代表的な地域に相当し、武蔵野台地の東端部にあたる。なおこの時代、下町が商業地、山の手が住宅地という機能差が明確になった、という。
高木利夫の説を採用すれば、「第一山の手時代」（明治半ばまで）は「本郷周辺が山の手」で、その西側は「郊外」とされていた、といい、日本の近代化とともに山の手は西へと広がり、「第二山の手」と呼ばれる一帯が形成されていき、近代日本のはしりともなった。第二山の手時代（1920年代手前まで）には山手線の内側が山の手となり、西側私鉄沿線が「郊外」とされた、という。1920年には豊多摩郡内藤新宿町（現在の新宿区の一部）が東京市四谷区へ編入されている。
1923年（大正12年）に発生した関東大震災の復興過程において、周辺の農村部へ住宅地が拡大したため、山の手の範囲が従来の範囲に加えて東京西部へ広がり、中野区・杉並区・目黒区・渋谷区・世田谷区にまで広がった。背景には、関東大震災で住居を失った下町の人々が被害の少なかったこれらの山の手地域に移ったことにある。震災後の5年間で世田谷区の人口は4万人から倍以上の9万人に増えた。
1932年と1936年に実施された市域拡張によって、東京市域は現在の東京都区部と一致する範囲となり、山の手の範囲も大森区、目黒区、世田谷区、渋谷区、淀橋区、中野区、杉並区、豊島区、滝野川区、王子区、板橋区（現在の東京都大田区北部、目黒区、世田谷区、渋谷区、新宿区西部、中野区、杉並区、豊島区、北区、板橋区、練馬区）にまで広がったため、漠然としたイメージとしての言葉になり、地域としての境界が曖昧になっている傾向も見られた。
第三山の手時代（1960年代半ばまで）になると私鉄沿線、田園調布、成城、吉祥寺あたりまでが山の手、その西側が郊外とされた。第四山の手時代以降は二子玉川、たまプラーザ、新百合ヶ丘、所沢までもが山の手とされるようになった。

## 東京以外の山の手
東京以外の他地域にも、同じ意味を持つ「山の手」「山手」の地名が存在する。
横浜市
横浜市中区に「山手」の地名が存在する。元町を挟んで位置する2つの外国人居留地を呼び分けたことが始まりで、関内の居留地を「山下居留地」、高台の居留地を「山手居留地」と呼んだ。居留地返還後も山下町、山手町の町名に踏襲されている。
浜松市
浜松市中央区に「山手」の地名が存在する。ただし、読みは「やまて」である。
大阪市
大阪市では、上町台地上に位置する中央区東部、天王寺区、阿倍野区、住吉区が「山の手」に該当する。阿倍野区と住吉区を縦断する阪和線は、国有化以前の南海鉄道時代に「山手線」という路線名を付与されていた。
神戸市
神戸市では、六甲山地の南麓を「山手」と称する。ただし、中央区では「下山手通」「中山手通」のさらに山側の地名は「山本通」となる。東灘区に「住吉山手」「御影山手」の地名があるほか、山手幹線と称する幹線道路もある。鉄道関係でも、神戸市営地下鉄山手線、JR西日本甲南山手駅がある。

## その他
山の手の宅地開発の治水への影響
かつて東京都の水害といえば、江東地域など海に面した地域で発生するものであったが、高度成長期になると山の手地域で森林や農地が宅地として開発され失われたため、降雨が間を置かず河川へ流入するようになった。このため昭和30年代には渋谷川、目黒川、神田川などが、昭和40年代には石神井川、妙正寺川、野川、千川など武蔵野台地から流れ出る河川で氾濫が生じるようになった。一時はこうした氾濫を山手洪水と呼ぶ人もあったという。